# Hrad na Radči
Hrad na Radči (též Mitervald) je zaniklý hrad na severně od vesnice Těškov v okrese Rokycany. Nachází se na vedlejším vrcholu hřebene Radeč v nadmořské výšce 680 metrů. Dochovaly se z něj terénní relikty opevnění. Pozůstatky hradu jsou chráněny jako kulturní památka.

## Historie

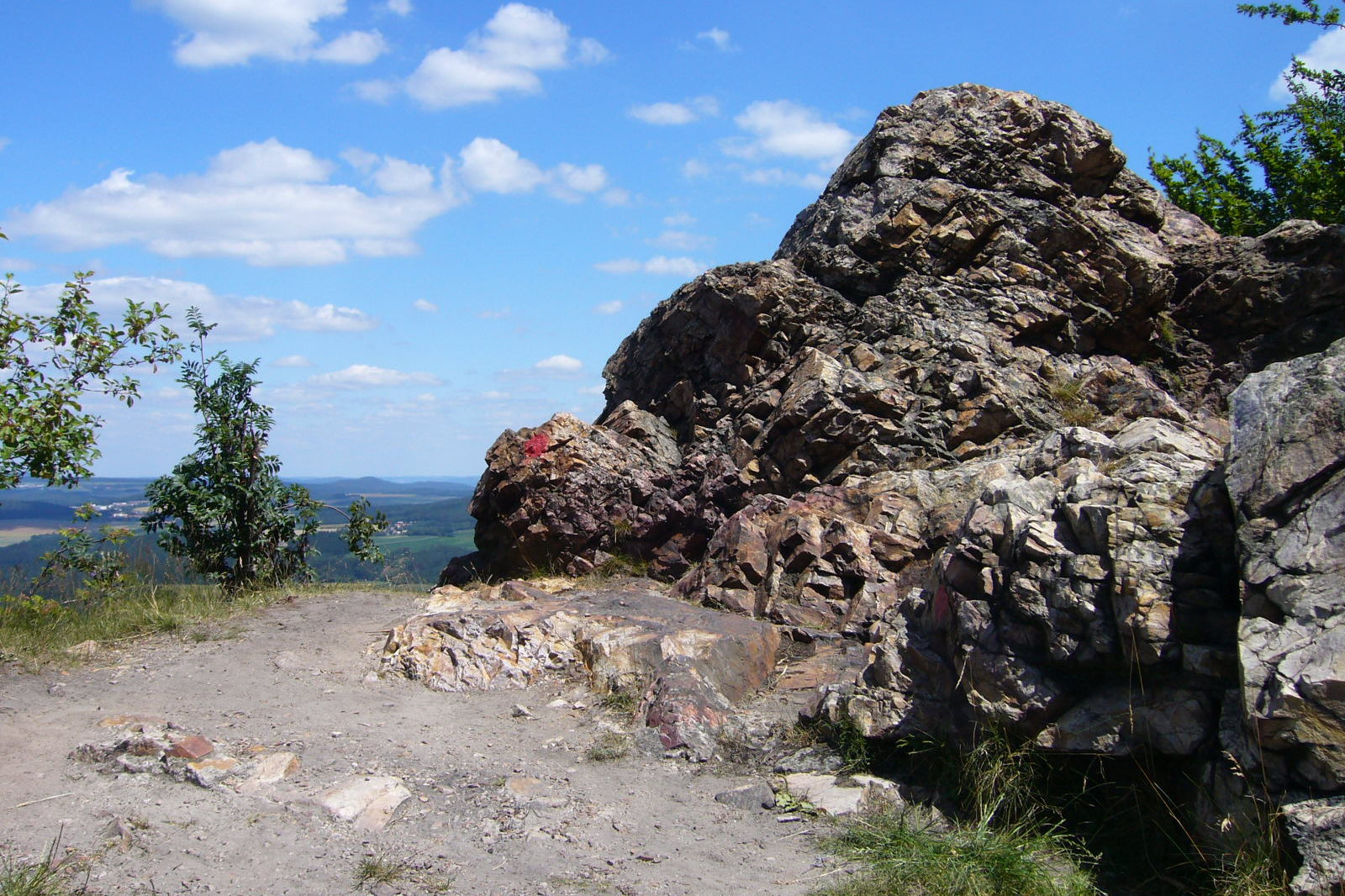
Hradní jádro

Podle rozboru Petra Rožmberského pochází první písemná zpráva o hradu z roku 1342, kdy je zmíněn v predikátu Oldřicha z Mitervaldu, ale až do konce dvacátého století se zmínky o Mitervaldu připisovaly spíše ke stejnojmenné lokalitě na území Plzně u řeky Radbuzy. Hrad pravděpodobně dostal německé jméno Mitterwald, které se však neujalo a okolní obyvatelé ho nazývali Hradec. Zkomolením českého názvu byl odvozen také název hřebene Radeč. Jediná přímá zmínka o hradu je až z roku 1652, kdy byl ovšem již dlouho pustý.
Oldřich z Mitervaldu pocházel z rodu pánů z Litic a k hradu přivlastnil i nedaleké Volduchy společně se Lhotou pod Radčem a později i Těškov. Poslední majitel byl v roce 1400 Petr z Oseka.[zdroj?]
V devatenáctém století zde proběhly archeologické výzkumy, během kterých byly nalezeny mince z doby vlády Lucemburků, meče, sekery, podkovy a mnoho dalších předmětů. Poklad, který zde podle pověsti má být, nalezen nebyl.[zdroj?]

## Stavební podoba
Malé hradní jádro bylo tvořena malou plošinou, kterou obklopuje několik skalních útvarů. Nedochovaly se v něm žádné stopy zástavby. Z jižní přístupové strany ho chránil obloukovitý příkop a val, který byl později částečně rozvezen.

## Přístup
Zbytky hradu jsou volně přístupné po červeně značené turistické trase ze Lhoty pod Radčem do Těškova.